# Национальный парк Мурчисон-Фоллс
Национальный парк Мурчисон-Фоллс (англ. Murchison Falls National Park) — национальный парк в северо-западной части Уганды. Находится примерно в 300 км к северо-западу от столицы Уганды Кампалы.
Создан в 1952 году. Площадь 3839 км². Назван в честь британского геолога и путешественника Р. И. Мурчисона.
Расположен на холмистой равнине, тянущейся вдоль Белого Нила, который делит парк пополам с востока на запад на расстоянии около 115 километров.
В центральной части парка находится живописный каскад — водопад Мурчисона высотой 43 метра, протекающий через узкое ущелье шириной всего 7 метров.
Территория Национального парка покрыта растительность саванн и колючим бушем, над рекой доминируют галерейные леса.
Богат животный мир Национального парка Мурчисон-Фоллс. Здесь обитают 76 видов млекопитающих, в том числе слоны, жирафы, буйволы, многочисленные разновидности антилоп, из хищников — львы и леопарды. Поблизости от реки встречаются крокодилы. Живут многочисленные представители водоплавающих птиц, в том числе, исполинская цапля, китоглав, большой голубой турако, африканский карликовый зимородок.
Парк является резерватом чёрного носорога.
С 1960-х по 1980 год национальный парк Мурчисон-Фоллс играл важную роль в сохранении северного подвида белого носорога. К 1963 году число белых носорогов в результате браконьерства в Уганде упало до 71 особи. 15 из них были отловлены и перемещены национальный парк Мурчисон-Фоллс. К 1980 году их число возросло до 80, после чего все они были истреблены во время начавшейся в Уганде междоусобицы.
Первыми европейцами посетившими в 1862 здешние места были британцы путешественники Джон Спик и Джеймс Грант. Более детальное изучение провели Самуилом и Флоренс Бейкеры в 1863—1864 годах.

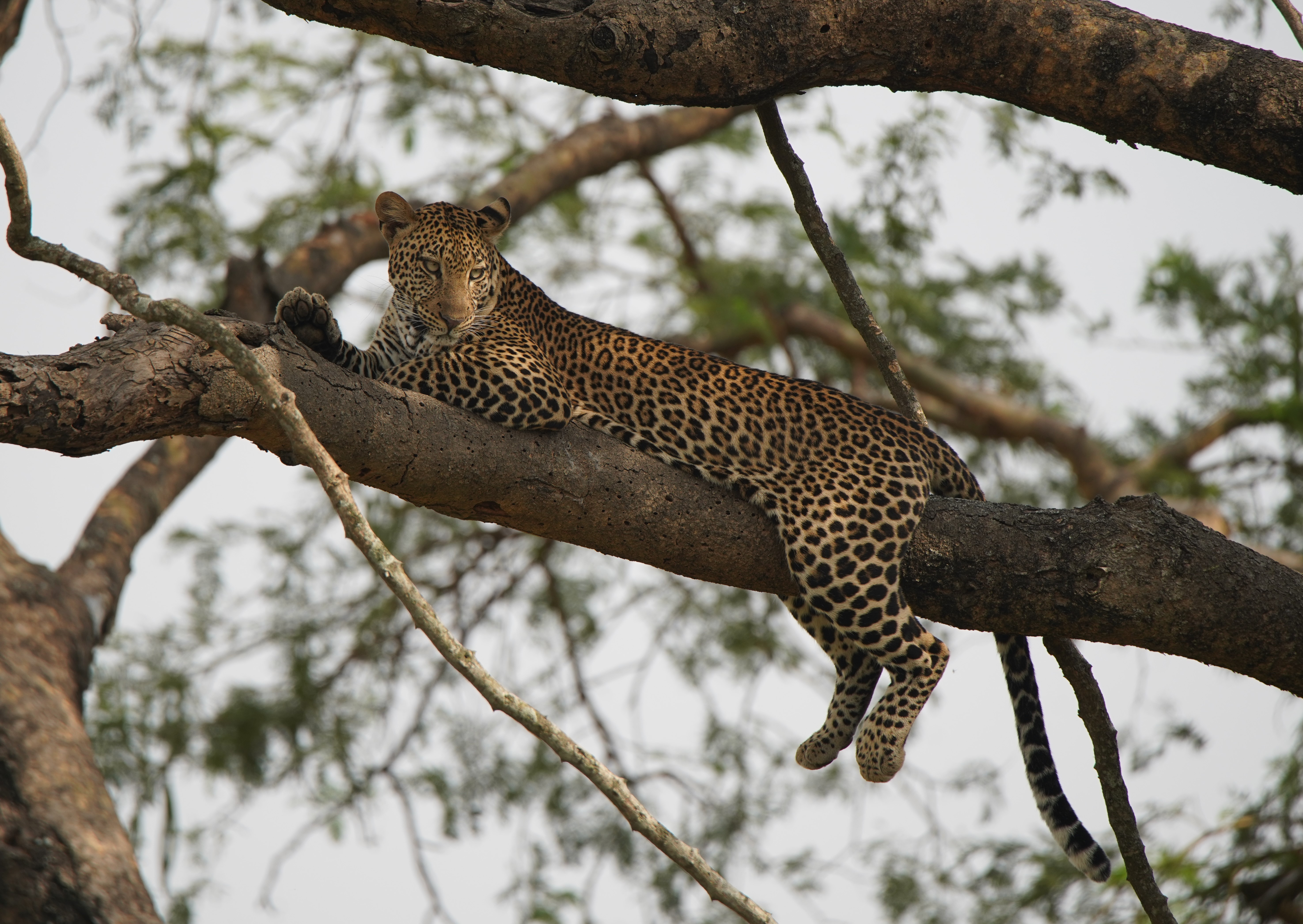
Самка леопарда
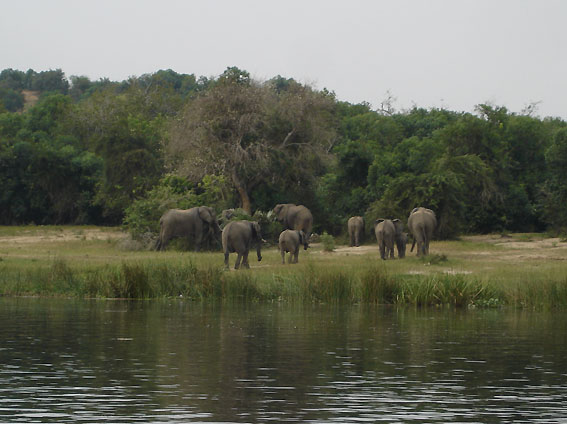
Слоны
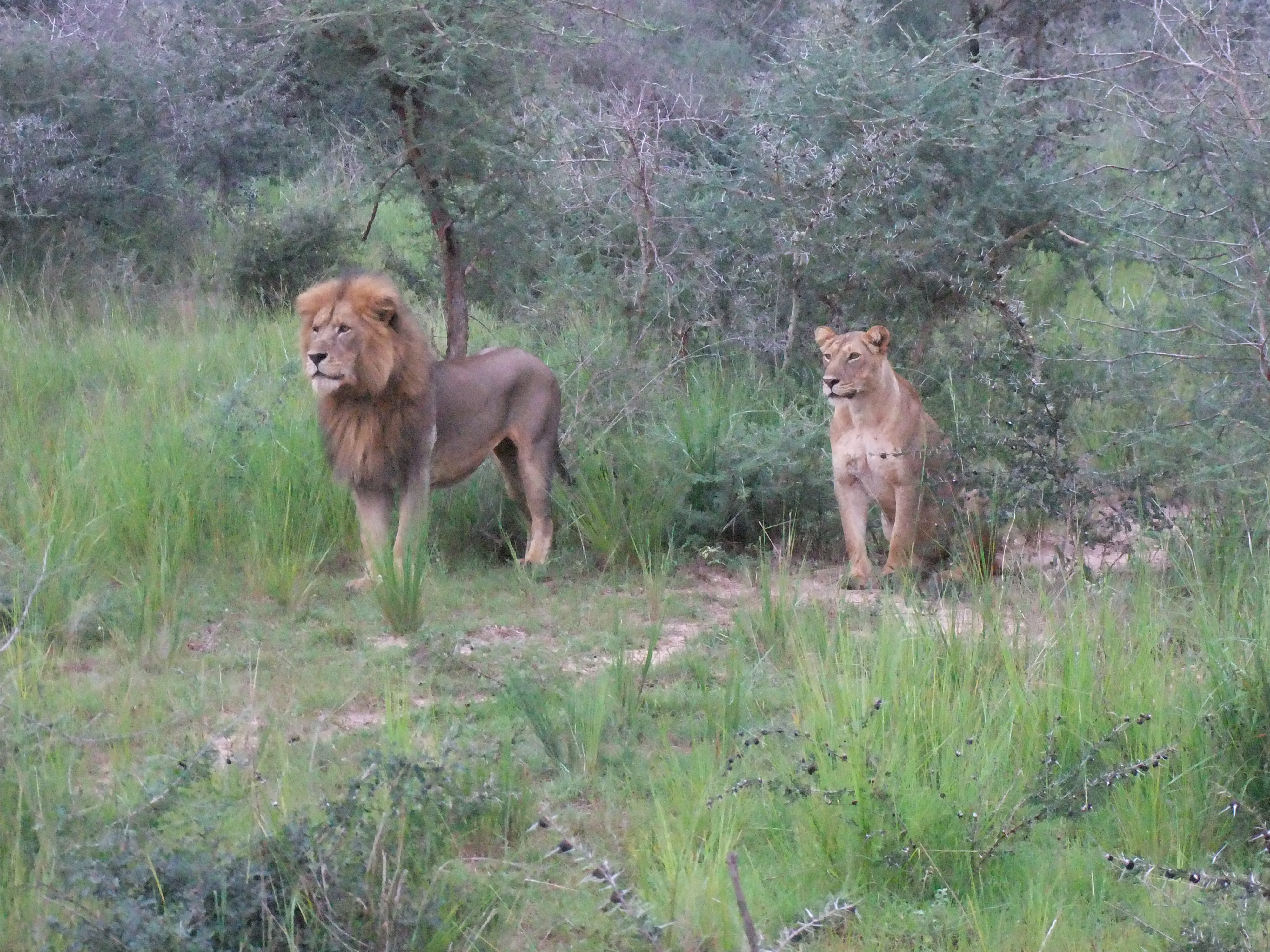
Львы
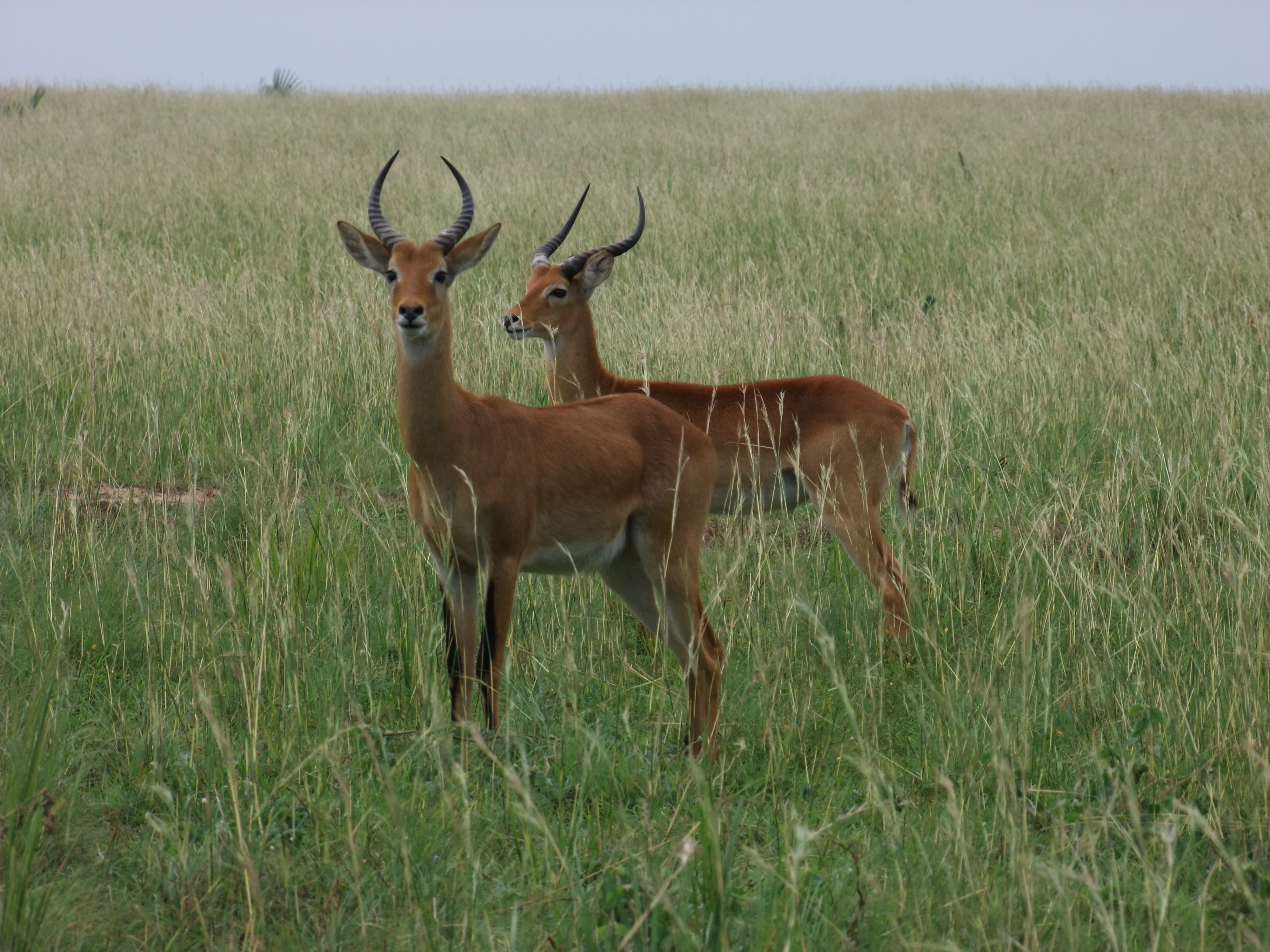
Антилопы
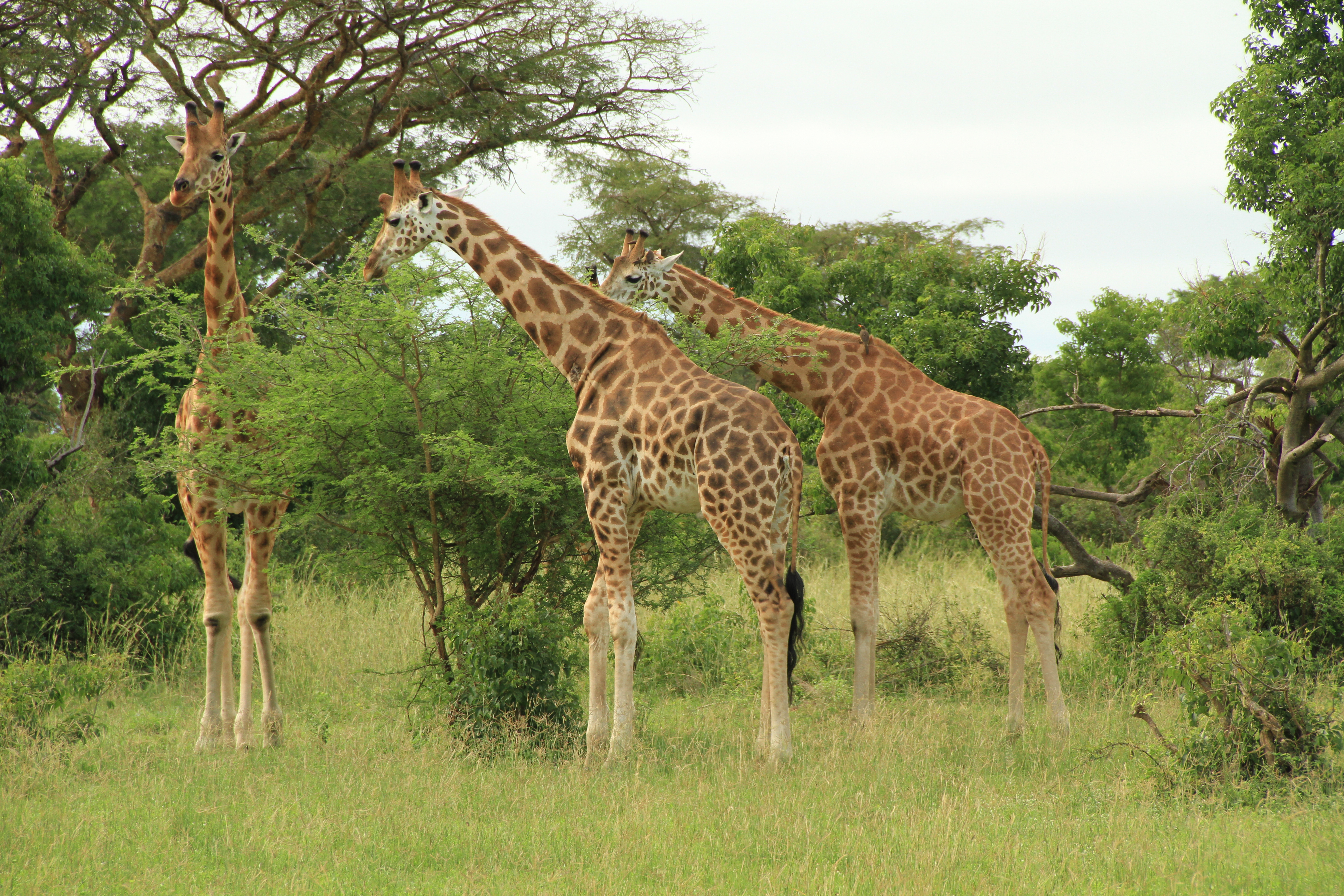
Жираф Ротшильда